# Франтішек Майдлох
Франтішек Майдлох (чеськ. František Majdloch; 14 жовтня 1929 — 30 листопада 2001) — колишній боксер найлегшої і легшої ваги, що виступав за збірну команду Чехословаччини.
На літніх Олімпійських іграх 1948 року в Лондоні (Велика Британія) виступав у змаганнях боксерів найлегшої ваги. Спочатку переміг Біллі Барнса (Ірландія) та Френкі Содано (США). У півфіналі поступився майбутньому олімпійському чемпіонові Паскуалю Пересу (Аргентина). Поєдинок за бронзу також програв Хан Су-Ану (Південна Корея).
На літніх Олімпійських іграх 1952 року в Гельсінкі (Фінляндія) виступав у змаганнях боксерів легшої ваги. У першому поєдинку переміг Анхеля Фігероа (Пуерто-Рико), проте у другому поступився Геннадію Гарбузову (СРСР).
1953 року на чемпіонаті Європи з боксу у Варшаві (Польща) у чвертьфіналі переміг Роберта Бюхнера (НДР) й у півфіналі — Джакомо Спано (Італія). У фінальному двобої поступився Генрику Кукеру (Польща), здобувши срібну медаль.
1955 року на чемпіонаті Європи з боксу в Західному Берліні дістався чвертьфіналу, де поступився Мірчі Добреску (Румунія).
На літніх Олімпійських іграх 1956 року в Мельбурні (Австралія) виступав у змаганнях боксерів найлегшої ваги. У першому ж двобої поступився Рею Пересу (США).